# João Batista Marques
João Batista Marques é um político brasileiro do estado de Minas Gerais. Foi deputado estadual em Minas Gerais na 12ª legislatura sendo eleito pelo PMDB.